# Viticoltura in Lettonia
La viticoltura in Lettonia è un settore emergente caratterizzato da una tradizione recente e da un clima che pone sfide particolari, ma offre anche opportunità per la produzione di vini unici. Sebbene il paese non abbia una lunga storia vitivinicola come altre regioni europee, negli ultimi venti anni è cresciuto l'interesse per la produzione di vino con l'espansione di piccole aziende vinicole che cercano di sfruttare le peculiarità del clima e del territorio.

## Storia
La viticoltura in Lettonia ha radici relativamente recenti. Fino a pochi decenni fa la produzione di vino nel paese era limitata e si concentrava principalmente su piccole coltivazioni domestiche. Negli anni '90, con l'indipendenza della Lettonia e l'apertura del mercato, l'industria vinicola ha iniziato a svilupparsi lentamente. I primi vigneti commerciali furono fondati a partire dalla fine degli anni '90 con un interesse crescente verso la produzione di vini artigianali e naturali. Oggi il settore continua a crescere con eventi come il Wine Festival di Sabile che celebrano i vini locali e attirano l'attenzione internazionale.

## Clima
Il clima della Lettonia è subartico e temperato, con inverni freddi e estati brevi, ma relativamente calde. Le temperature medie annuali non sono ideali per la viticoltura tradizionale, ma gli agricoltori hanno adattato le pratiche vitivinicole a queste condizioni. Le estati brevi sono un fattore limitante, ma le temperature diurne possono essere sufficientemente elevate da favorire una maturazione adeguata delle uve, soprattutto nelle regioni meridionali del paese. La protezione dalle gelate invernali e l'utilizzo di tecniche di coltivazione innovative sono cruciali per la produzione di uve di qualità.

## Regioni vitivinicole
Le principali regioni vinicole della Lettonia si trovano nella parte meridionale e centrale del paese dove il clima è più favorevole. La regione di Sabile è una delle più famose, nota per essere la zona vinicola più settentrionale d'Europa. Altre aree vinicole emergenti includono la zona di Tērvete che sta acquisendo una reputazione per la qualità delle sue produzioni e la zona intorno alla capitale, Riga, dove piccoli vigneti si stanno facendo strada nel mercato.

## Vitigni
In Lettonia i vitigni coltivati sono principalmente varietà resistenti al freddo che possono sopportare le temperature rigide invernali. Le varietà più comuni includono il Rondo, un vitigno ibrido che resiste bene al freddo, il Johanitter, il Pinot nero e il Seyval Blanc. I viticoltori lettoni sono anche esperti nel coltivare varietà di uve adattate al clima, come il Solaris, il Cabernet Cortis e il Regent. Questi vitigni sono in grado di sopportare le condizioni climatiche del paese e produrre uve di qualità adatte per vini bianchi, rossi e rosati.

## Vini
I vini lettoni sono ancora relativamente poco conosciuti a livello internazionale, ma stanno guadagnando attenzione grazie alla loro unicità e alla crescente qualità. I produttori lettoni si concentrano principalmente su vini biologici e naturali, spesso utilizzando metodi di vinificazione che riflettono le tradizioni locali. I vini bianchi, come il Solaris e il Johanitter, sono i più comuni e tendono ad avere note fresche e fruttate. I vini rossi, prodotti principalmente da varietà resistenti come il Regent e il Rondo, presentano un profilo aromatico più robusto sebbene la produzione di vini rossi sia ancora limitata. La Lettonia è anche famosa per i suoi vini da frutta, come quelli ottenuti da mirtilli e ciliegie, che rappresentano una parte significativa della produzione vinicola del paese.

## Normative
La viticoltura in Lettonia è regolamentata da normative che mirano a sostenere la crescita del settore e a garantire la qualità dei prodotti. La legislazione lettone stabilisce requisiti per la coltivazione delle uve, la vinificazione e la commercializzazione del vino. I produttori sono incentivati a seguire pratiche agricole sostenibili con un'attenzione particolare alla protezione dell'ambiente e alla conservazione della biodiversità. La Lettonia è inoltre membro dell'Unione Europea il che significa che i vini prodotti nel paese devono rispettare le normative comunitarie in termini di etichettatura, sicurezza alimentare e commercio. La legislazione favorevole alla protezione dei piccoli produttori ha consentito a molte piccole aziende vinicole di prosperare e di esportare i propri prodotti a livello internazionale.